# Като, Эмири
Эмири Като (яп. 加藤 英美里 Като: Эмири) — японская сэйю, родилась 26 ноября 1983 года в префектуре Токио. В 2008 году, на церемонии «Seiyu Awards», была награждена как лучшая начинающая актриса. Работала в компании 81 Produce, из которой перешла в Stardust Promotion.

## Биография
Като решила стать сэйю в выпускном классе старшей школы, когда по совету подруги пришла вместе с ней на день открытых дверей в Amusement Media Academy. Сейчас её фотография присутствует на лицевой стороне буклета компании.
Первой ролью в аниме стала горничная Дория из Kyo Kara Maoh! в 2004 году, в косплее которой Като появилась на сцене во время тематического мероприятия для поклонников данного сериала. Первой главной ролью — Нэпо из сериала Neposu Naposu в том же году.
В 2007 году сыграла роль Кагами Хиираги в сериале Lucky Star, для которого вместе с сэйю других главных героинь (Аей Хирано, Каори Фукухарой и Аей Эндо) исполнила песню для открывающей заставки, «Motteke! Sailor Fuku» (яп. もってけ!セーラーふく Моттэкэ! Сэ:ра:фуку), которая получила приз от Radio Kansai за лучшую песню на Animation Kobe-2007.
В 2008 году Като выпустила свой первый музыкальный альбом vivid, ознаменовавший начало её певческой карьеры. Первый сольный концерт, «Splash of waters», она провела 10 октября 2010 года.
С 2011 по 2016 год выступала с Каори Фукухарой в составе сэйю-юнита Kato*Fuku.
В 2011 году была кукловодом, отвечающим за куклу Миню в кукольном шоу «Poco Potteito», выходившем в передаче телеканала NHK «Вместе с мамой».
31 января 2022 года ушла из агентства 81 Produce. 1 апреля 2022 года перешла в Stardust Promotion.

## Роли

### Аниме-сериалы
2005 год
- «Эврика 7: Псалмы планет» — Агэха Си

2006 год
- Fushigi-boshi no Futago-hime Gyu! — Тиффон
- Powerpuff Girls Z — Момоко / Цветик
- Sumom omo Momo mo: Chijou Saikyou no Yome — Кодзи Инудзука в детстве

2007 год
- Coluboccoro — Судзу / Колубоккоро
- Hayate the Combat Butler — Айка Касуми
- Idolmaster: Xenoglossia — Хотокэ
- Lucky Star — Кагами Хиираги
- «Токийская школа магов» — Юко Кугаяма

2008 год
- Candy Boy — Сакуя Камияма
- «H2O: Следы на песке» — Юкидзи Якумо
- Kamen no Maid Guy — Эйко Идзуми
- Soul Eater — Блэр
- Telepathy Shoujo Ran — Ран Исодзаки
- «Тёмный дворецкий» [ТВ-1] — Мейрин
- «Холм в багряных сумерках» — Карэн Аянокодзи

2009 год
- Hoshi ni Negai o — Лили
- Needless — Диск
- Princess Lover! — Сэйка Ходзёин
- Sasameki Koto — Киёри Ториой
- «Бейблэйд» [ТВ-4] — Кэнта Юмия
- «Истории монстров» — Маёй Хатикудзи

2010 год
- Angel Beats! — Сэкинэ
- Baka to Test to Shoukanjuu [ТВ-1] — Хидэёси Киносита / Юко Киносита
- Okami Kakushi — Исудзу Цумухана
- Seitokai Yakuindomo — Каэдэ Игараси
- «Тёмный дворецкий» [ТВ-2] — Мейрин

2011
- Baka to Test to Shoukanjuu [ТВ-2] — Хидэёси Киносита / Юко Киносита
- Ben-To — Аямэ Сяга
- Beyblade: Metal Fury — Кента Юмия
- Denpa Onna to Seishun Otoko — Рюко Мифунэ
- Double-J — Саё Арима
- Dragon Crisis! — Сафи
- Happy Kappy — Каппи
- Honto ni Atta! Reibai-Sensei — Эри Нитта
- Maria†Holic: Alive — Мики Миямаэ
- Puella Magi Madoka Magica — Кьюбей
- Sket Dance — Усаги, Ёсихико
- Un-Go — Куми Цунеми
- Yuru Yuri — Сакурако Омуро

2012
- Medaka Box — Хансодэ Сирануи
- Nisemonogatari — Маёй Хатикудзи
- Oda Nobuna no Yabou — Цуда, Киёси Син / Ода Нобукацу
- Sankarea — Служанка Акино
- Tsuritama — Коко
- Yuru Yuri♪♪ — Сакурако Омуро

2013
- Pretty Rhythm: Rainbow Live — Нару Аясэ
- «У меня мало друзей» [ТВ-2] — Кейт Такаяма

### OVA
- Akane-Iro ni Somaru Saka — Карэн Аянокодзи
- Baka to Test to Shōkanjū: Matsuri — Хидэёси Киносита, Юко Киносита
- Hayate the Combat Butler — Айка Касуми
- Hime Gal Paradise — Джевелри
- Lucky☆Star — Кагами Хиираги
- RIN ~Daughters of Mnemosyne~ — Тэруки Маэно
- Tokimeki Memorial Only Love [OVA-2] — Ицуки Маэда

### Игры
- 11eyes CrossOver — Мио Коно
- Akaneiro ni Somaru Saka — Карэн Аянокодзи
- Arc Rise Fantasia — Адель
- Girls' Frontline[англ.] — ST AR-15, М37, Type 59
- Granado Espada — Сосо
- Lucky ☆ Star: Ryōō Gakuen Ōtōsai — Кагами Хиираги
- Luminous Arc 2 — Алти
- Puella Magi Madoka Magica Portable — Кьюбей
- Rune Factory 3 — Рейвен / Тоони

### Дубляж
- 2014 — н. в. — My Little Pony: Tomodachi wa Mahou (2010 — 2019) — Флаттершай (в ориг. версии озвучивает Андреа Либман)